# Simaba salubris
Simaba salubris är en bittervedsväxtart som beskrevs av Adolf Engler. Simaba salubris ingår i släktet Simaba och familjen bittervedsväxter. Inga underarter finns listade i Catalogue of Life.